# Обелиск в честь двухсотлетия Кубанского казачьего войска
Обелиск в честь двухсотлетия Кубанского казачьего войска — памятник в Краснодаре, на пересечении улиц Красной и Будённого.
Возведён к празднованию в 1896 году 200-летия Кубанского казачьего войска. Открыт в 1897 году. Разрушен в начале 1930-х годов, восстановлен в 1999 году.

## История памятника

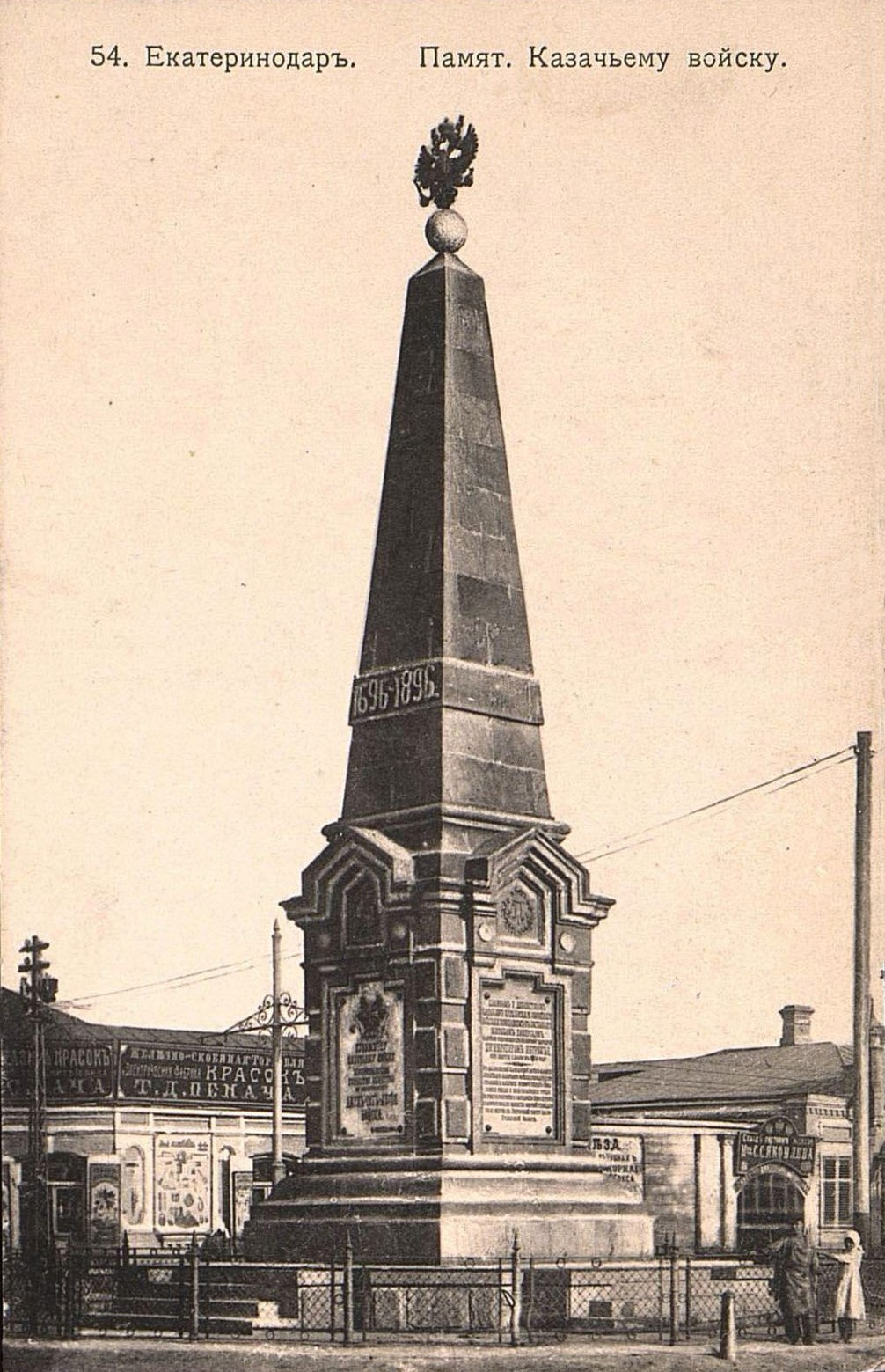
Первоначальный облик памятника

В 1891 году Кубанское казачество начало подготовку к 100-летию переселения на Кубань. Военное министерство порекомендовало вместо этого отметить 200-летний юбилей войска, взяв за точку отсчёта 1696 год, с которого ведёт свою историю Хопёрский казачий полк, вошедший в состав Кубанского казачьего войска при его образовании в 1860 году.
Екатеринодарская городская дума выделила на строительство памятника 5000 рублей. Проект был заказан известному кубанскому архитектору Василию Андреевичу Филиппову. К 1896 году сооружение памятника не было завершено, и 8-9 сентября 1896, в дни торжеств в честь 200-летнего юбилея войска, городским головой В. С. Климовым была преподнесена «в изящной папке» фотография модели обелиска наказному атаману казачьего войска Я. Д. Маламе. Торжественное открытие памятника состоялось 7 мая 1897 года и сопровождалось народным гулянием.

## Описание памятника
Памятник представлял собой четырнадцатиметровый обелиск, выполненный из местного закубанского камня, был увенчан золоченным шаром и гербом. На всех сторонах обелиска — чугунные доски с надписями, украшенными барельефами. На первой, с фасада выбито: «1696-1896», внизу на постаменте — герб Кубанской области и надпись: «Кубанскому казачьему войску Екатеринодарское городское общество в ознаменовании двухсотлетия войска 8 сентября 1896 года.» На противоположной стороне в барельефе вензель императора Николая II и надпись: «Исполнилось двухсотлетие Кубанского казачьего войска, образованного в 1860 году из войска Черноморского и части линейного казачества, по старшинству старейшего из вошедших в его состав Хопёрского казачьего полка».
В барельефе с восточной стороны — вензель Петра I и надпись об участии хоперцев во взятии Азова в 1696 г., с западной — инициал Екатерины II и надпись: «Потомкам славных запорожцев, доблестным казакам Черноморского казачьего войска, стяжавшим победоносную славу… Грудью отстаивали они вверенные границы на окраинах России и в то же время полагали труды и заботы над устройством мирной жизни на берегах Кубани…» Здесь же упоминалось и об основании в 1794 году города Екатеринодара.

## Уничтожение памятника
В 1920-е годы с вершины обелиска был отломлен двуглавый орёл, а в 1930-е годы монумент был полностью уничтожен.

## Восстановление памятника
Во время празднования 300-летия Кубанского казачества состоялась новая закладка памятника. Монумент был восстановлен на том же месте и в прежних формах и торжественно открыт 16 октября 1999 года. Авторами проекта восстановления стали ведущий краснодарский скульптор Александр Алексеевич Аполлонов и главный архитектор института «Кубаньпроект» Олег Николаевич Кобзарь.